# میا آمبر دیویس
میا آمبر دیویس (انگلیسی: Mia Amber Davis؛ ۲۵ ژوئیهٔ ۱۹۷۴ – ۱۰ مهٔ ۲۰۱۱) یک مدل، و هنرپیشه اهل ایالات متحده آمریکا بود. وی بین سال‌های ۲۰۰۰ تا ۲۰۱۱ میلادی فعالیت می‌کرد.